# AUOS
AUOS (zkratka z ruského názvu Avtomatičeskije universaľnyje orbitaľnyje stancii) je standardizovaná platforma pro vědecké a technologické družice posílány na nízkou oběžnou dráhu Země. Primárně se používala v programech Interkosmos a Aureolu. Platforma AUOS byla schopna nést 400 až 600 kg vědeckých přístrojů a zásobit jejich energií na úrovni 50W denně.